# Mujakići
Mujakići är en ort i Bosnien och Hercegovina.   Den ligger i entiteten Federationen Bosnien och Hercegovina, i den nordvästra delen av landet, 240 km nordväst om huvudstaden Sarajevo. Mujakići ligger 387 meter över havet och antalet invånare är 237.
Terrängen runt Mujakići är platt österut, men västerut är den kuperad. Mujakići ligger uppe på en höjd. Runt Mujakići är det ganska tätbefolkat, med 93 invånare per kvadratkilometer.. Närmaste större samhälle är Cazin, 12,9 km sydost om Mujakići. 
Omgivningarna runt Mujakići är en mosaik av jordbruksmark och naturlig växtlighet.